# AKH Fahrzeugbau

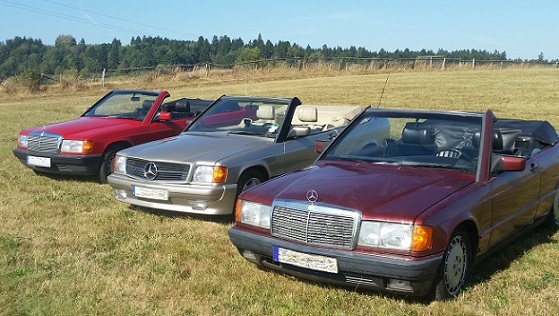
AKH 190C der Baujahre 1987 bis 1989

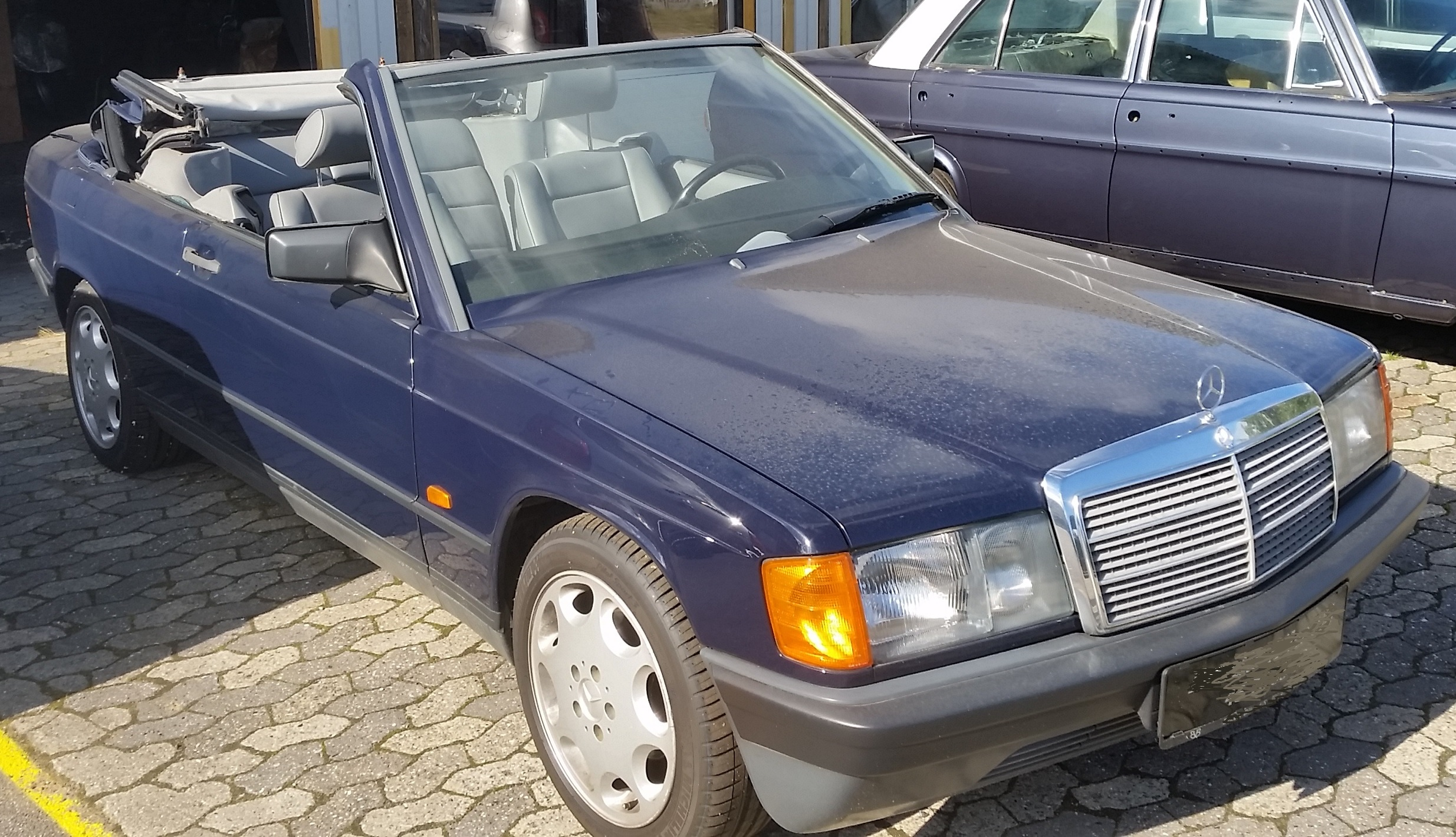
AKH 190C in Mitternachtsblau

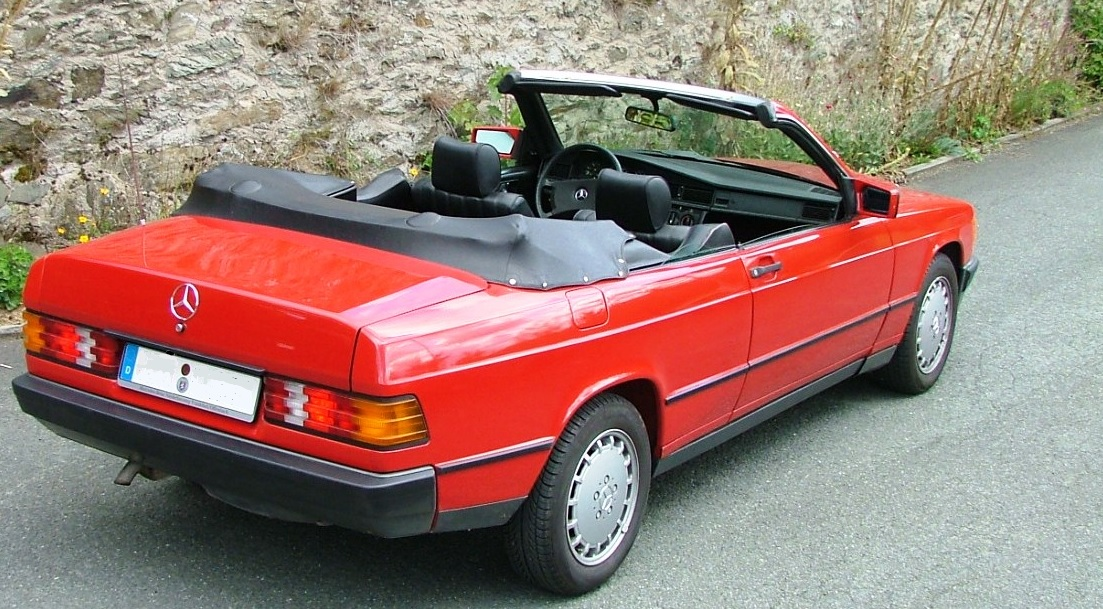
AKH 190C in Signalrot

Die AKH Fahrzeugbau GmbH war ein in Eutin, Schleswig-Holstein ansässiger Umbauer und Tuner von Automobilen. AKH bot zweitürige Cabrios auf Basis von Mercedes Benz-Limousinen der Baureihe W201 an. Diese konnten optional mit einem Spoilersatz bestehend aus einer sogenannten Coupe-Haube, Front- und Heckschürzen und Seitenschwellern geordert werden. Der Spoilersatz wurde auch separat unter dem Namen Note Alpha angeboten.

## Geschichte
Das Unternehmen wurde am 29. Juli 1985 als AKH-Vertriebsgesellschaft mbh gegründet. Unternehmenszweck war zunächst der Vertrieb von Umrüstsätzen, Teilen und Zubehör von Kraftfahrzeugen. Im Juli 1987 wurde der Unternehmenszweck um den Bau und Umbau von Fahrzeugen sowie die Herstellung von Umrüstsätzen, Teilen und Zubehör von Kraftfahrzeugen erweitert und dabei die Firma in AKH Fahrzeugbau GmbH geändert.
Im Juni 1989 wurde der Firmensitz nach Wenningstedt auf Sylt verlegt. Dort wurde das Unternehmen am 10. November 1989 durch Beschluss des Amtsgerichts Niebüll aufgelöst, nachdem die Eröffnung des Konkursverfahrens mangels Masse abgelehnt wurde.

## Fahrzeuge
Das AKH 190C CABRIOLET wurde 1986 gemeinsam von AKH Fahrzeugbau Eutin und dem Hamburger Unternehmen CARO entwickelt und zur Serienreife gebracht. Der Prototyp wurde im Februar 1987 erstmals präsentiert.
Laut Preisliste 09/87 wurden für die Cabriolet-Fertigung in Grundausstattung 38.760,- DM verlangt. Darin noch nicht enthalten ist ein Basisfahrzeug der Baureihe W201. Dies konnte grundsätzliche mit allen von Mercedes-Benz verfügbaren Sonderausstattungen ausgestattet sein. Weiterhin konnte eine elektrohydraulische Dachbetätigung mit Nothandbetrieb für 5.700,00 DM und ein wattierter Innenhimmel für 1.938,00 DM bestellt werden. Die optionale AKH-Motorhaube im Coupe Stil schlug mit 1.938,00 DM und der AKH-Spoilersatz Note Alpha mit weiteren 2.871,66 DM zu Buche, sodass ein AKH 190C leicht über 90.000,00 DM kostete und damit teurer war, als ein zur gleichen Zeit lieferbarer 300 SL der Mercedes-Benz Baureihe 107.

## Zubehör
Das Spoilerprogramm Note Alpha konnte auch an Serienlimousinen der Baureihe W201 montiert werden.

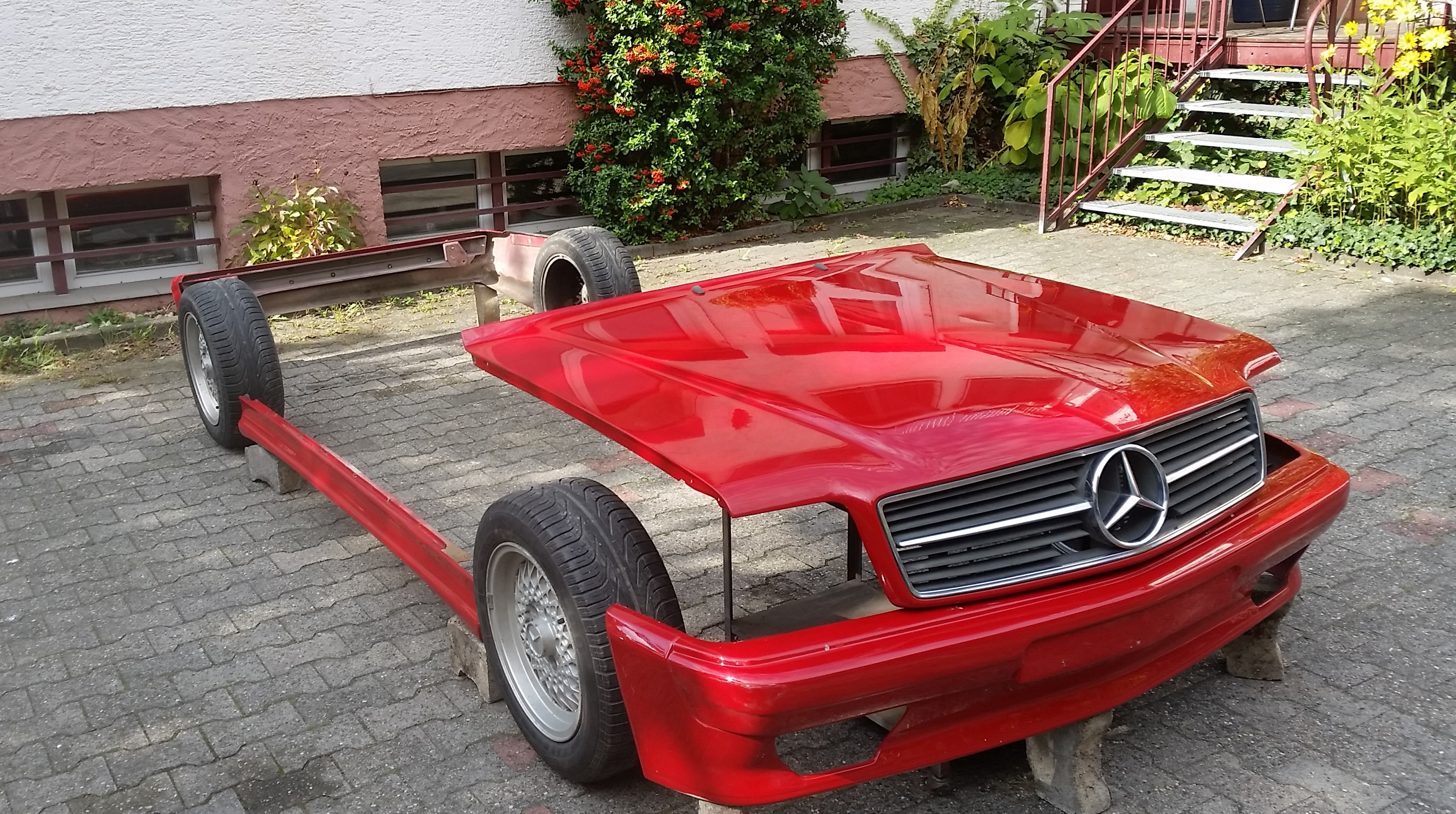
AKH Coupe-Haube und Spoiler NOTE ALPHA

## Film und Fernsehen
Ein rotes AKH-Cabrio wurde in dem Thriller Agent ohne Namen (Originaltitel: The Bourne Identity) genutzt. Das gleiche Fahrzeug hatte noch einen „Auftritt“ in einer Episode der BBC Krimi-Serie Bergerac (Jim Bergerac ermittelt).
Ein weißes AHK-Cabrio ist in dem französischen Fernsehfilm Grand Larceny, deutscher Titel: Diebstahl im großen Stil zu sehen.